# علم الاختلاج
علم الاختلاج من فروع علم الفراسة هو علم باحث عن معاني اختلاج أو رفرفة أعضاء البدن من قمة الرأس إلى القدم، وهو عبارة عن تأثر بدن الإنسان مالك النازلة من السماء والمنعكسة عليه كتأثير المد والجزر في الحياة وكعلاقة أخرى بين الكون والإنسان، وسننقله هنا نقلاً عن موقع الإسلام العالمي الذي نقل بدوره من كتاب عجائب الملكوت نقلاً عن الإمام جعفر الصادق.